# Vincisgrassi
I vincisgrassi o vincesgrassi  sono un primo piatto tipico, considerato uno degli emblemi della cucina marchigiana
Di questo piatto sono diffuse diverse varianti, tra le quali si distinguono i vincisgrassi alla maceratese, per i quali è stato ottenuto il marchio di Specialità tradizionale garantita (STG).
Per preparare il piatto è necessario stendere una sfoglia di pasta all'uovo, tagliarla in pezzi rettangolari, che vanno bolliti e asciugati su di un telo; ogni pezzo va poi disposto in una teglia, mettendo tra uno strato e l'altro un ragù particolare e la besciamella, che vanno messi anche come finitura. Il tutto poi si inforna e si ritira quando il primo strato è diventato croccante. È un piatto tradizionale tipico dei giorni di festa.

## Caratteristiche
Si tratta di una pasta al forno, simile alle lasagne al forno, tipico delle Marche. In comune con le lasagne hanno il condimento a base di ragù e besciamella. Le differenze con le lasagne consistono invece nel tipo di ragù, preparato con carne tagliata grossolanamente e non macinata, e nella besciamella, più soda, che dà al piatto una compattezza maggiore; inoltre la presenza delle spezie (chiodi di garofano e noce moscata) deve essere più avvertibile.
Nelle ricette tradizionali come quella dei vincisgrassi alla maceratese, sono presenti anche le rigaglie di pollo. Nell'impasto della sfoglia possono entrare marsala o vino cotto.

## Origine

### Assedio di Ancona del 1799
Secondo una tradizione, il nome del piatto deriverebbe dal fatto che una cuoca anconetana lo preparò in onore del generale austriaco Alfred von Windisch-Graetz che combatté e vinse l'assedio di Ancona del 1799 contro le truppe napoleoniche serrate in città. Il generale avrebbe apprezzato molto il piatto, che gli venne dedicato tramite una semplificazione ed italianizzazione (dal nome del generale deriverebbe il termine "vincisgrassi"). La tradizione non specifica però se il piatto fosse stato inventato in onore del generale o se invece fosse un piatto già conosciuto in precedenza.

### Assedio di Ancona del 1849
Una recente ipotesi, considerando che, per motivi anagrafici, il generale von Windisch-Graetz non poteva essere presente all'assedio di Ancona del 1799, sposta di una cinquantina d'anni più avanti la nascita dei vincisgrassi, ossia nel 1849, sempre ad Ancona e sempre in occasione di un assedio. In quell'anno, infatti, gli austriaci avevano ancora una volta assediato la città, che aveva aderito alla Repubblica Romana ed era divenuta un avamposto risorgimentale. Dopo la vittoria austriaca la città venne riconsegnata al papa ed il corpo dei Dragoni di Boemia di Windisch-Graetz, o il loro generale Alfred von Windisch-Graetz in persona che poteva aver partecipato all'assedio, ebbero l'onore di vedersi dedicare la ricetta in questione, tratta dalla tradizione riportata nel citato libro di ricette maceratesi di Antonio Nebbia, ma modificata evitando il tartufo e addizionandola con la besciamella.

### "Il cuoco maceratese" del 1776
Tra le ricette riportate ne Il cuoco maceratese di Antonio Nebbia fin dalle prime edizioni (1776), compare con un nome di poco diverso una ricetta molto più ricca, "lasagna in princisgrass". La ricetta descritta nel libro prevede l'uso del prosciutto e dei tartufi, assenti nei vincisgrassi diffusi oggi, e non prevede l'uso della besciamella e delle rigaglie di pollo, ingredienti invece utilizzati nelle varianti odierne.
(Antonio Nebbia, Il cuoco maceratese, 1781)

## Diffusione

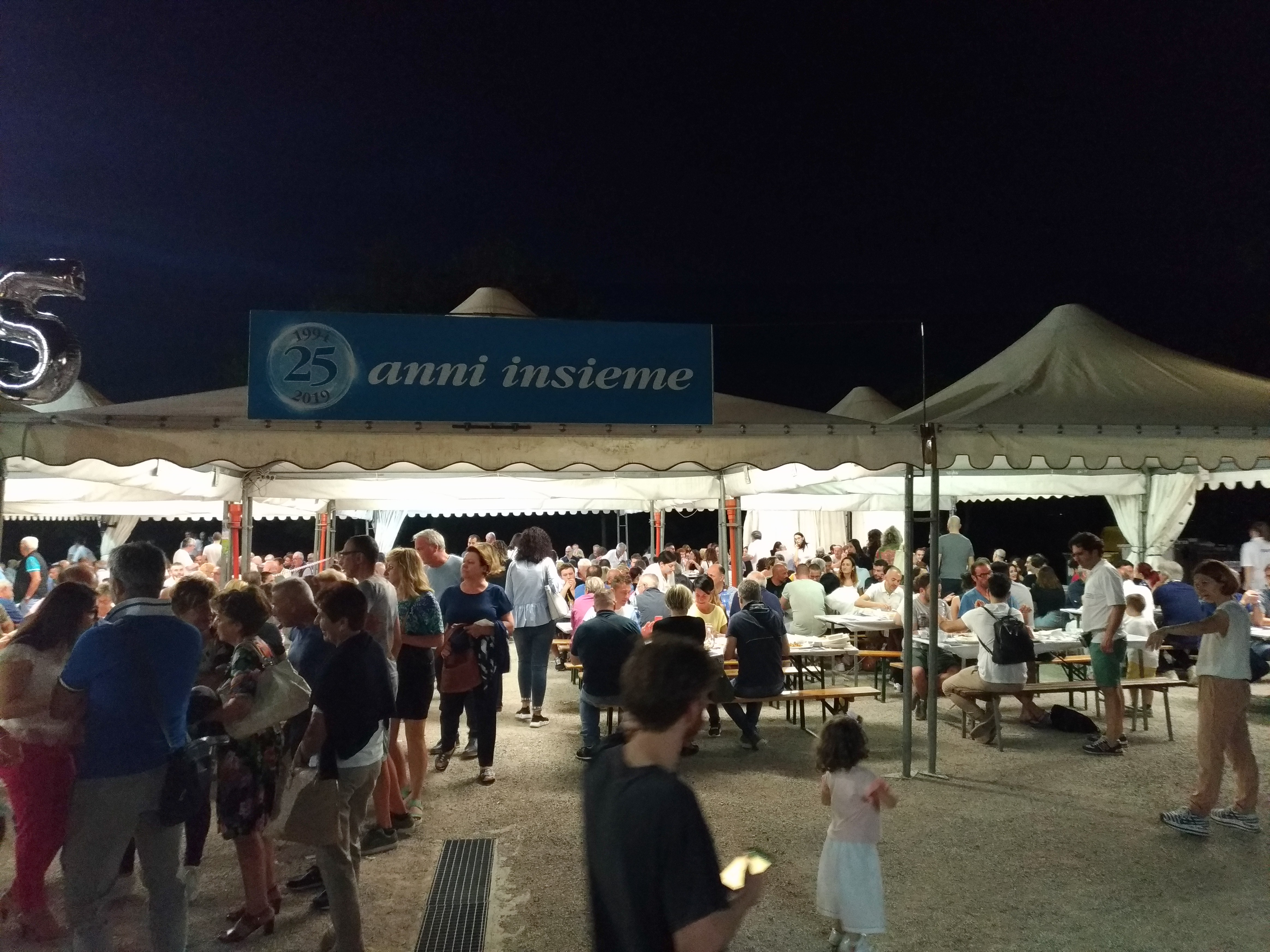
25ª Sagra dei vincisgrassi (edizione 2019)

I vincisgrassi ebbero una diffusione capillare nelle trattorie e nei ristoranti della regione, diventandone una delle bandiere gastronomiche delle Marche per i visitatori e i turisti stranieri; tra questi Orson Welles, che nel 1952 li apprezzò in un ristorante di Ancona. A seconda della zona delle Marche e delle stagioni vengono tradizionalmente utilizzati ingredienti in parte diversi. A Monte Urano da oltre 25 anni si celebra, nel mese di Giugno, la tradizionale "Sagra de li vincisgrassi cotti su lu furnu a legne"ove cotti rigorosamente su dei grandi forni a legna.